# Малі Сюмсі
Малі Сюмсі́ (рос. Малые Сюмси) — присілок у складі Сюмсинського району Удмуртії, Росія.
Населення — 44 особи (2010; 81 в 2002).
Національний склад (2002):
- удмурти — 93 %

## Урбаноніми[3]
- вулиці — Кільмезька, Молодіжна
- провулки — Петровський